# Dade (cantante)
Dade, pseudonimo di Davide Pavanello (Torino, 27 luglio 1977), è un bassista, produttore discografico e cantante italiano.

## Biografia

### Primi anni
Dade è un rappresentante della scena artistica torinese: fondatore della storica rock band Linea 77, ne ha sempre curato sia testi che composizione, è inizialmente bassista e dal 2012 anche frontman. Attiva dal 1993, la compagine, dapprima nata come cover band di gruppi statunitensi quali Deftones e Rage Against the Machine, si è progressivamente imposta come punto di riferimento per la scena alternativa italiana. Ancora oggi la band rappresenta uno dei progetti più solidi e longevi del panorama musicale italiano, con dieci produzioni discografiche alle spalle, tour internazionali e un passaggio dalla lingua inglese ad un più consapevole sound nostrano.

### Anni 2000: sperimentazioni e collaborazioni con altri artisti
Nel 2006, Dade da libero sfogo alla sua anima più sperimentale presentandosi al pubblico con lo pseudonimo di AntiAnti e chiedendo a featurer come Caparezza, Fabri Fibra, Gionata Mirai, Samuel dei Subsonica, Cor Veleno e Miss Violetta Beauregarde di arricchire le sue funamboliche strumentazioni, dando vita a quello che si presenta come l’esito di un lavoro di una factory creativa: “Il Tappeto dava un tono all’ambiente” (Metatron, 2006), album che sorprende la critica e i musicofili per il continuo alternarsi di stili, fluido tra una collaborazione e l’altra, tra Hard Rock e hip hop, sfiorando il metal e accarezzando il pop.
È del 2008 invece l’esperienza come bassista nei Caesar’s Palace, gruppo rock ideato insieme a Davide Boosta di Leo dei Subsonica e Tozzo dei Linea 77, al debutto con l’album Dogs From V-Gas per Universal. Definiti dalla critica i Gorillaz italiani per la scelta di apparire in veste furry, propongono un lavoro che contiene brani citati dal precedente progetto di Boosta Iconoclash, release Columbia dedicata alle icone dell’electropunk anni 80, primo banco di prova condiviso dal trio.

### 2011: nascita dell'etichetta discografica INRI
Il 2011 è l’anno della fondazione di INRI, etichetta indipendente capitanata insieme a Pietro Camonchia e al fratello Chinaski: l’idea nasce per produrre e pubblicare il primo album del cantautore torinese Bianco e negli anni genera centinaia di pubblicazioni di generi diversi, dando voce ad artisti quali Levante, gli stessi Linea 77 e Dardust. Grazie a Dade, INRI, con la sua costante e mirata attività di scouting, si è resa protagonista della new wave dell’indie italiano. La direzione dell’etichetta lo porta a immergersi nei più svariati ambiti di produzione artistica: si cimenta così anche alla macchina da presa, con le prime prove da regista per i videoclip di Bianco, Viva Lion e Linea 77.

### Altre attività come musicista, produttore e autore
Dal 2016 è il bassista ufficiale del rapper Salmo e, dal 2017,  inizia la collaborazione con Margherita Vicario, attraversando più lavori con Machete e arrivando alla posizione di produttore multipla
Nel 2020 diventa autore per Universal Music Publishing e inizia a firmare brani per Salmo, Beba, Rancore, Elodie, Raphael Gualazzi, Samuel, Axos, Psicologi, Villabanks, Max Gazzè, Emma Muscat, e molti altri.
Nel 2023 firma la sua prima colonna sonora per il lungometraggio “Io e il secco”, prodotto da Nightswim e diretto da Gianluca Santoni. Al momento è al lavoro sulla colonna sonora di Gloria!, il nuovo film di Margherita Vicario, che sarà in gara alla 74ª edizione del festival del cinema di Berlino.